# Platypalpus gatti
Platypalpus gatti är en tvåvingeart som beskrevs av Patrick Grootaert 1995. Platypalpus gatti ingår i släktet Platypalpus och familjen puckeldansflugor.
Artens utbredningsområde är Malta. Inga underarter finns listade i Catalogue of Life.